# Сыргабаев, Абсаттар Токтогулович
Абсаттар Токтогулович Сыргабаев (род. 20 апреля 1976, Сузакский район, Ошская область) — киргизский государственный деятель. Полномочный представитель президента в Джалал-Абадской области (с 2021). До этого с 2020 по 2021 год занимал пост полномочного представителя правительства в Джалал-Абадской области.

## Биография
Родился 20 апреля 1976 года в селе Барпы Сузакского района Джалал-Абадской области. Киргиз по национальности. Приёмный сын Камчыбека Ташиева, главы ГКНБ Кыргызстана.
Окончил Джалал-Абадский государственный университет и Ошский государственный университет.
Начал трудовую карьеру в 1998 году экспедитором на производственно-коммерческой фирме «Мээрим-Ай». С 2000 по 2005 год занимал пост директора в компании «Арион-Стар». В 2005 году стал оперуполномоченным управления финансовой полиции по Джалал-Абадской области, а в 2006 году перешёл на позицию начальника отдела финансовой полиции по Сузакскому и Тогуз-Тороускому районам.
С 2011 по 2012 год — руководитель представительства Министерства труда Кыргызстана по вопросам занятости и миграции граждан Кыргызстана в Российской Федерации. Впоследствии в течение четырёх лет работал частным предпринимателем.
Сыргабаев с другими единомышленниками 31 мая 2013 года участвовал в захвате здания Джалал-Абадской областной администрации. Группа требовала освободить политиков Камчыбека Ташиева, Таланта Мамытова и Садыра Жапарова, обвинённых в попытке насильственного захвата власти в Кыргызстане. В декабре 2013 года решением Джалал-Абадского областного суда Сыргабаев получил три года условно.
В 2016 году Сыргабаев возглавил Барпинский айылный аймак Сузакского района Джалал-Абадской области и руководил им в течение четырёх лет.
На парламентских выборах 2020 года баллотировался в Жогорку Кенеш под пятым номером в списке партии «Мекенчил», основанной Садыром Жапаровым и Камчыбеком Ташиевом.
19 октября 2020 года назначен полномочным представителем правительства Кыргызстана в Джалал-Абадской области. После преобразования института полпредов правительства Сыргабаев 22 июля 2021 года указом президента Кыргызстана Садыра Жапарова назначен полпредом президента в Джалал-Абадской области.

## Личная жизнь
Женат, имеет пятерых детей.